# Antoni Mickiewicz (poseł)
Antoni Mickiewicz (ur. 12 czerwca 1888 w Sorgowcach, zm. po 1940 w ZSRR) – polski rolnik, działacz polityczny i społeczny, poseł na Sejm Litwy Środkowej i na Sejm Ustawodawczy w II RP.  

## Życiorys
Był rolnikiem pochodzącym z powiatu święciańskiego. Był członkiem Straży Kresowej i Powiatowej Rady Ludowej oraz wiceprezesem prezydium Straży Bezpieczeństwa. W latach 1920–1927 był członkiem prezydium Sejmiku Powiatowego, a w latach 1920-1922 członkiem wydziału powiatowego w Wilnie. Od 1920 roku członek zarządu Polskiego Stronnictwa Ludowego Ziemi Wileńskiej. W 1922 roku został wybrany posłem z listy Polskiego Stronnictwa Ludowego w okręgu III (Komaje). Zasiadał w klubie Polskiego Stronnictwa Ludowego oraz był członkiem komisji: regulaminowej i interpelacyjnej. Do Sejmu Ustawodawczego wszedł na mocy uchwały z 24 marca 1922 jako członek delegacji Sejmu Wileńskiego. 
W 1940 roku został aresztowany przez NKWD i umieszczony w więzieniu w Wilnie. Dalsze losy są nieznane. 

## Życie prywatne
Był synem Ignacego i Anny z domu Saniuk. Ożenił się z Salomeą z domu Błaszkiewicz z którą miał dwóch synów: Leona i Władysława oraz dwie córki: Jadwigę i Helenę.